# Цейзлер, Лайош
Ла́йош Це́йзлер (венг. Czeizler Lajos; 5 октября 1893 — 6 мая 1969) — венгерский футбольный тренер.

## Карьера
Цейзлер начал свою карьеру в начале 1920-х годов в Польше, там он тренировал клуб «Лодзь» на протяжении 3-х сезонов. В 1927 году Цейзлер уехал в Италию, где встал на тренерский мостик клуба «Удинезе», игравшего в то время в 3-м дивизионе чемпионата Италии. Клуб по итогам сезона 1927/28 занял 6-е место, и Цейзлер был вынужден искать новую работу. Он возглавил клуб «Фаэнца» из одноимённого городка, только что поднявшийся из Серии Е в Серию С. В «Фаэнце» дела Цейзлера шли без удач, но и без особых потрясений, клуб занял сначала 9-е, а затем 11-е место, став крепким середняком Серии С. Покинув в 1930 году «Фаэнцу», Цейзлер уехал в Рим, где год проработал с молодёжным составом «Лацио». Позже Цейзлер покинул Италию из-за закона, запрещавшего работать в стране людям неитальянского происхождения. Он вернулся в Польшу, где недолго тренировал «Лодзь».
В начале 1940-х годов Цейзлер переехал в Швецию, где возглавил клуб «Норрчёпинг», с которым связаны все самые большие достижения в его тренерской карьере. Он пять раз (1943, 1945, 1946, 1947, 1948) приводил «Норрчёпинг» к чемпионскому званию и два раза (1943, 1945) выиграл Кубок Швеции. Завоевав чемпионский титул в 1948 году, Цейзлер стал самым старым тренером (на момент завоевания титула ему было 54 года 8 месяцев и один день), приводившим шведский клуб к золотым медалям чемпионата (этот рекорд не побит до сих пор).
После успехов в шведском футболе Цейзлер вернулся в Италию, где возглавил «Милан». В первый же сезон под его руководством клуб стал вторым в Италии, пропустив вперёд лишь «Ювентус». Команда в то время выделялась остроатакующей игрой, которую поставил Цейзлер. Особую роль в ней играл треугольник Гре-Но-Ли, составленный из трёх шведов, знакомых ему со «шведских» времён (более того, двое из них, а именно Гуннар Нордаль и Нильс Лидхольм, играли непосредственно у Цейзлера в «Норрчёпинге»). После второго места, завоеванного в первый сезон, во втором сезоне «Милану» не было равных — он на очко опередил извечного соперника «Интер» и на шесть прошлогоднего чемпиона «Ювентус». Но через год «Милан» вновь стал вторым, вслед за «Юве», и руководство клуба приняло решение уволить Цейзлера и назначить на его место третьего из «Гре-Но-Ли» Гуннара Грена — единственного из троицы, не игравшего в «Норрчёпинге».
После ухода из «Милана» Цейзлер недолго был без работы: его пригласил клуб «Падова», в прошедшем сезоне вылетевший в Серию B. В «Падове» у Цейзлера не получилось — команда чудом не вылетела в Серию С, заняв спасительное 16-е место, а сам Цейзлер был уволен за неудовлетворительные результаты за 4 тура до конца турнира. Память об атакующей игре «Милана» не померкла после этой неудачи, и руководство Итальянской федерации футбола пригласило Цейзлера на роль главного тренера национальной сборной. Отбор к чемпионату мира 1954 Италия прошла легко, выиграв оба матча с общим счётом 7:2; впрочем, Италии противостояла сборная Египта, которая была вынуждена соревноваться с европейской командой из-за того, что она была единственной командой из Африки. На самом же турнире Италия начала с поражения от сборной Швейцарии 1:2, затем разгромила бельгийцев 4:1, а в дополнительном матче за выход в четвертьфинал была опять побеждена швейцарцами (1:4) и выбыла из розыгрыша. После этого Цейзлер был уволен.
Вскоре после увольнения венгра из сборной его пригласила «Сампдория», крепкий середняк Серии А. Такой же она осталась при руководстве Цейзлера, постепенно повышая место в турнирной таблице: 9-е место в сезоне 1954/55, 6-е в сезоне 1955/56 и 5-е в сезоне 1956/57. Цейзлер покинул «Сампдорию» в середине последнего сезона и летом перешёл в стан серебряного призёра чемпионата «Фиорентины». В сезоне 1957/58 он работал ассистентом у Фульвио Бернардини (команда снова заняла второе место и вышла в финал Кубка Италии, в котором проиграла 0:1 «Лацио»). В сезоне 1958/59 Цейзлер уже главный тренер «Фиорентины» (в паре с Луиджи Ферреро), команда вновь была в шаге от итальянской вершины, но если в прошлом сезоне её опередил «Ювентус», то на этот раз первым стал бывший клуб Цейзлера — «Милан». Цейзлер покинул тренерский штаб «Фиорентины» ещё за четыре тура до финиша, но через год вернулся и проработал ещё полсезона (сначала главным тренером, потом ассистентом у Нандора Хидегкути) (в том сезоне «Фиорентина» выиграла Кубок Италии и Кубок обладателей кубков, но в чемпионате заняла лишь 7-е место), после чего покинул ряды «фиалок» уже навсегда.
Последним клубом в карьере Цейзлера стала португальская «Бенфика», которую он тренировал лишь сезон, но за этот сезон сделал «золотой дубль», выиграв чемпионат и Кубок Португалии. После этого успеха Цейзлер завершил свою карьеру. Он скончался 6 мая 1969 года.

## Достижения
- Чемпион Швеции: 1943, 1945, 1946, 1947, 1948
- Обладатель Кубка Швеции: 1943, 1945
- Чемпион Италии: 1951
- Обладатель Латинского кубка: 1951
- Чемпион Португалии: 1964
- Обладатель Кубка Португалии: 1964